# Ursula Karven
Ursula Karven, (Ulm, 17 de setembro de 1964) é uma modelo, atriz de televisão e escritora alemã.
Em 16 de junho de 2001 Karven tornou-se manchetes internacionais quando seu filho de quatro anos de idade, Daniel, afogou-se em uma festa de aniversário na piscina do músico norte-americano Tommy Lee em Santa Monica.
Ela morou com sua família por alguns anos na Flórida e atualmente vive na ilha de Maiorca, Espanha. Além de ser atriz, Karven comercializa sua própria linha de produtos para crianças e uma linha de roupas de maternidade chamada "Bellybutton".

## Cinema
- Ein irres Feeling, direção de Nikolas Müllerschön (1984)
- Die Küken kommen (1985)
- Die Schokoladenschnüffler (1986)
- Wie treu ist Nik? (1986)
- Feuer, Eis & Dynamit, direção de Willy Bogner (1990)
- Ein Engel für Felix (1992)
- Tödliches Leben (1995) - Stefanie
- Impatto criminale, direção de Terry Cunningham (2002)

## Livros publicados
- 2003: Yoga für die Seele
- 2005: Sina und die Yogakatze
- 2006: Das große Babybuch
- 2006: Das große Schwangerschaftsbuch
- 2007: Sinas Yogakatze und der singende Weihnachtsbaum
- 2007: Yoga für Dich
- 2007: yoga für dich und überall, Gräfe und Unzer, Munique; 1. Edição de 2007, ISBN 978-3-8338-0762-6
- 2009: Yoga del Mar – Power Yoga II
- 2011: Mein Kochbuch für Kochmuffel
- 2013: Loslassen Yoga-Weisheiten für dich und überall

## Outras imagens

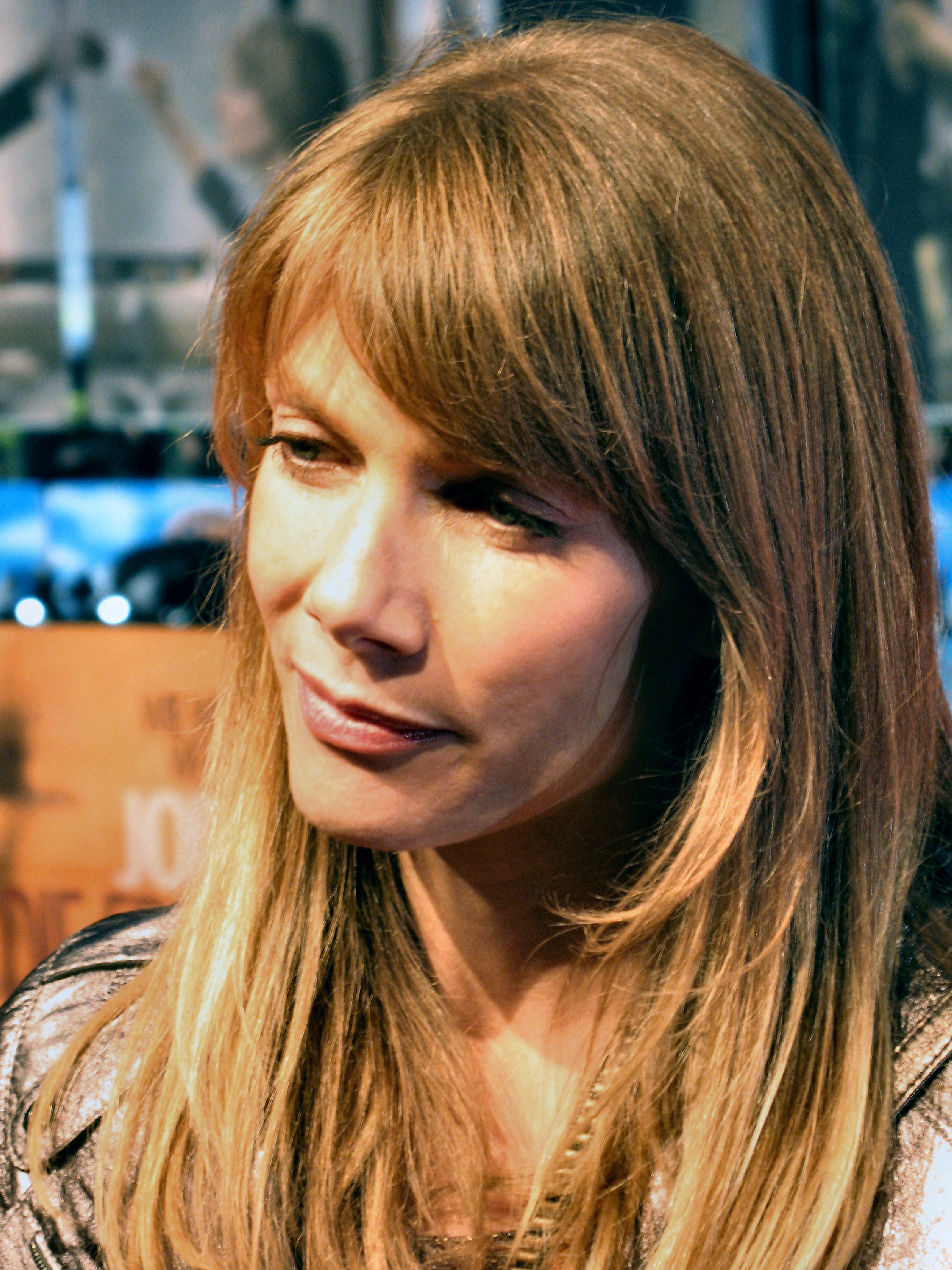
Ursula Kraven em 2007.
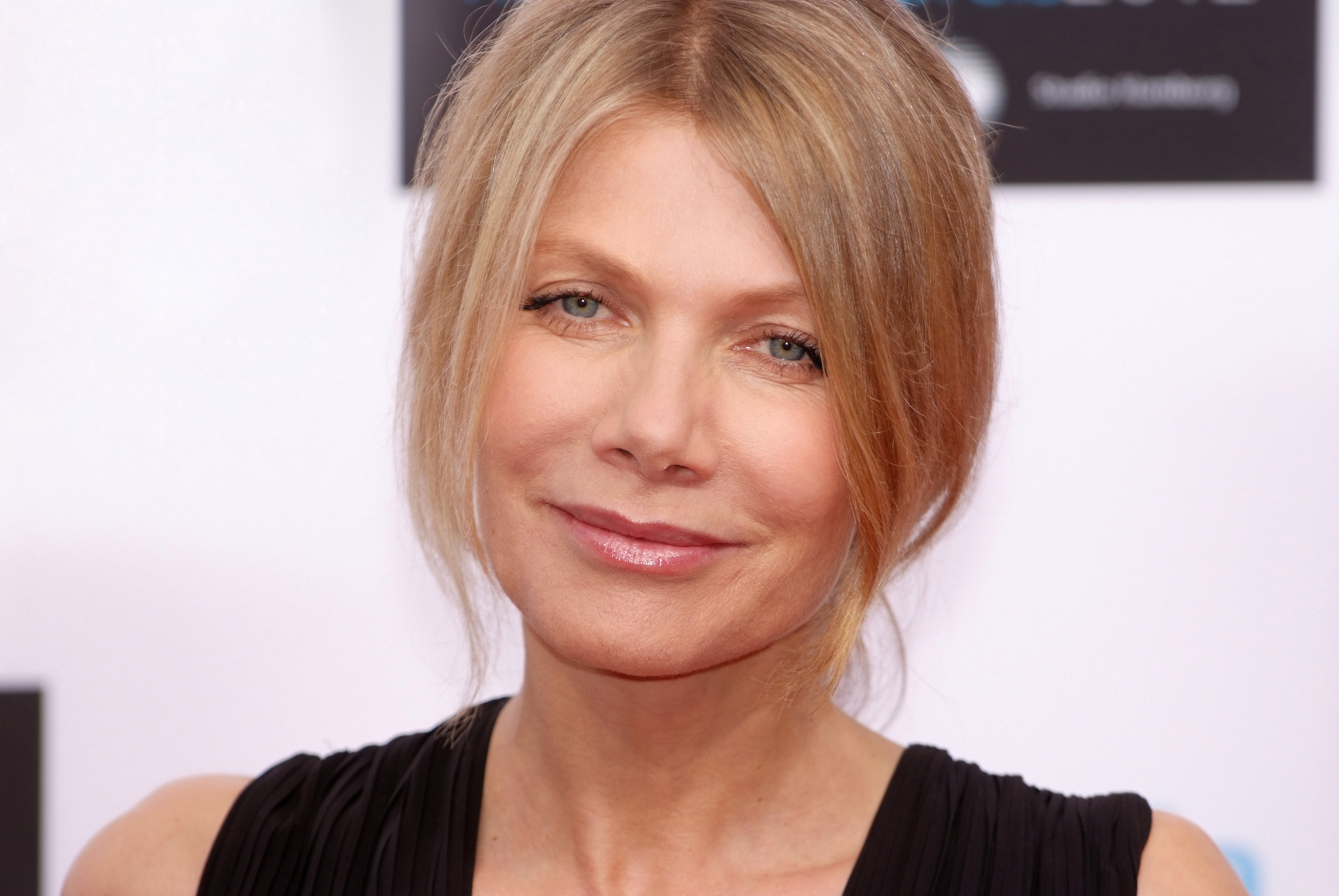
Ursula Kraven em 2012.